# Formidável Mundo Cão
| Críticas profissionais | Críticas profissionais |
| Avaliações da crítica  | Avaliações da crítica  |
| Fonte                  | Avaliação              |
| ---------------------- | ---------------------- |
| Galeria Musical        | [ 1 ]                  |
| Jornal do Brasil       | [ 2 ]                  |
| Correio Braziliense    | [ 3 ]                  |

Formidável Mundo Cão é o quarto álbum do cantor e compositor brasileiro Jay Vaquer, que assina sozinho todo o repertório.
Masterizado por Leon Zervos (Avril Lavigne, Aerosmith, e Maroon 5) e produzido por Dunga, que trabalhou com o artista também no CD anterior, o trabalho traz 12 faixas autorais, e conta com a participação da vocalista da banda Luxúria, Meg Stock, em "Estrela de um Céu Nublado". Outro destaque do trabalho fica por conta de "Longe Aqui", o primeiro single.

## Faixas
Todas as faixas foram compostas por Jay Vaquer
| N.º            | Título                                         | Duração |  |
| 1.             | "Longe Aqui"                                   | 3:16    |  |
| 2.             | "Preciso Poder"                                | 4:12    |  |
| 3.             | "Formidável Mundo Cão"                         | 2:53    |  |
| 4.             | "Num Labirinto"                                | 4:00    |  |
| 5.             | "Fomos"                                        | 2:42    |  |
| 6.             | "Estrela de um Céu Nublado (Feat.: Meg Stock)" | 5:06    |  |
| 7.             | "Noutro Caminho"                               | 4:07    |  |
| 8.             | "Breve Conto do Velho Babão"                   | 3:04    |  |
| 9.             | "Alguém em seu Lugar"                          | 4:19    |  |
| 10.            | "A Propósito"                                  | 3:11    |  |
| 11.            | "Por um Pouco de Paz (Crime do Desassossego)"  | 3:59    |  |
| 12.            | "Nera"                                         | 3:59    |  |
| Duração total: | Duração total:                                 | 44:46   |  |

## Créditos Musicais
- Jay Vaquer - Vocais, arranjos de voz, arranjos rítmicos
- Meg Stock - Vocais (faixa 6)
- Jane Duboc - assessoria de voz
- Dunga - arranjos rítmicos, programação do baixo
- Vini Rosa - guitarra, violão, arranjos rítmicos
- Sacha Amback - teclados (faixa 10), piano (faixa 10), arranjos de cordas
- Hugo Pilger - violoncello
- Cesinha - baterias (faixas: 1 to 8, 10 to 12)
- Jongui - baterias (faixa 9)
- Hiroshi Mizutani - (faixas: 1 to 9, 11, 12): teclados, piano
- Cristine Spring - Viola
- Quarteto Bessler - Instrumentos de corda
- Bernardo Bessler - Violino
- Michel Bessler  - Violino

### Demais Créditos
- Masterização - Leon Zervos
- Mixagem – Eduardo Costa, Márcio Gama
- Produção – Dunga